# Grange de la Fortière
La grange de la Fortière est une grange du XVIe siècle située à Épreville-en-Lieuvin, dans le département de l'Eure en Normandie.
L'édifice fait l'objet d'une inscription au titre des monuments historiques depuis le 22 novembre 2006.

## Localisation
La grange de la Fortière est à mi-chemin entre Bernay et Pont-Audemer sur le territoire de la commune d'Épreville-en-Lieuvin dans l'Ouest du département de l'Eure. Elle se situe au cœur de la région naturelle du Lieuvin, dans un environnement semi-bocager. Elle s'élève au sein du domaine de la Fortière qui jouxte la départementale 27 reliant Lieurey à Giverville.

## Histoire
La grange est construite probablement à la fin du XVIe siècle au sein du domaine de la Fortière, à proximité du manoir,.

## Architecture
De plan rectangulaire, la grange présente des façades à pans de bois qui s'appuient sur un soubassement en moellons et silex. Elle se distingue par la présence, sur ses façades de poteaux ouvragés et de consoles moulurées, « remarquables pour un édifice agricole ».
Par ailleurs, l'entre colombage, à l'origine en torchis, a été remplacé, probablement au XVIIIe siècle, par un hourdis de tuileaux,.

## Protection
La grange de la Fortière fait l'objet d'une inscription au titre des monuments historiques depuis le 22 novembre 2006.